# Лейва, Понсиано
Понсиано Лейва Мадрид (исп. Ponciano Leiva Madrid; 19 ноября 1821, Сегуаса, теперь департамент Санта-Барбара — 12 декабря 1896, департамент Кортес) — гондурасский консервативный политик, государственный и военный деятель, генерал,  президент Гондураса с 13 января 1874 по 8 июня 1876 и с 30 ноября 1891 по 7 августа 1893, министр развития и юстиции (1865—1871), военный министр Гондураса (1880—1884).

## Биография
Начинал карьеру, поступив на армейскую службу. Дослужился до звания генерала. При поддержке военных совершил военный переворот и пришёл к власти в 1874 году.
В 1876 году оставил президентский пост под давлением со стороны Хусто Руфино Барриоса. 
Позже занимал должность военного министра в правительстве Луиса Бограна. 
Затем на выборах, состоявшихся в ноябре 1891 года, Лейва получил большинство голосов и был избран на пост президента Гондураса демократическим путем. В 1893 Лейва подал в отставку из-за угрозы революции в стране.